# Älvdals nedre och Älvdals övre domsaga
Älvdals nedre och Älvdals övre domsaga var en domsaga i Värmlands län. Den bildades 1856 från Fryksdals övre, Älvdals nedre och Älvdals övre domsaga. Domsagan upplöstes 1865 och uppgick i Älvdals och Nyeds domsaga.
Domsagan ingick i Svea hovrätts domkrets.

## Härader
Domsagan omfattade:
- Älvdals härad

## Tingslag
- Älvdals övre tingslag
- Älvdals nedre tingslag

## Häradshövding
- 1857–1865 Anders Melcher Myrtin